# Piteå
Piteå è una città svedese, nella provincia settentrionale di Norrbotten e capoluogo della municipalità omonima. La città ha circa 42 000 abitanti che popolano la vasta striscia di terra che la municipalità occupa (circa 90 km).
Specialità culinarie: pitepalt, una variante locale del kroppkakor, ovvero una sorta di canederli di patate ripieni di carne.

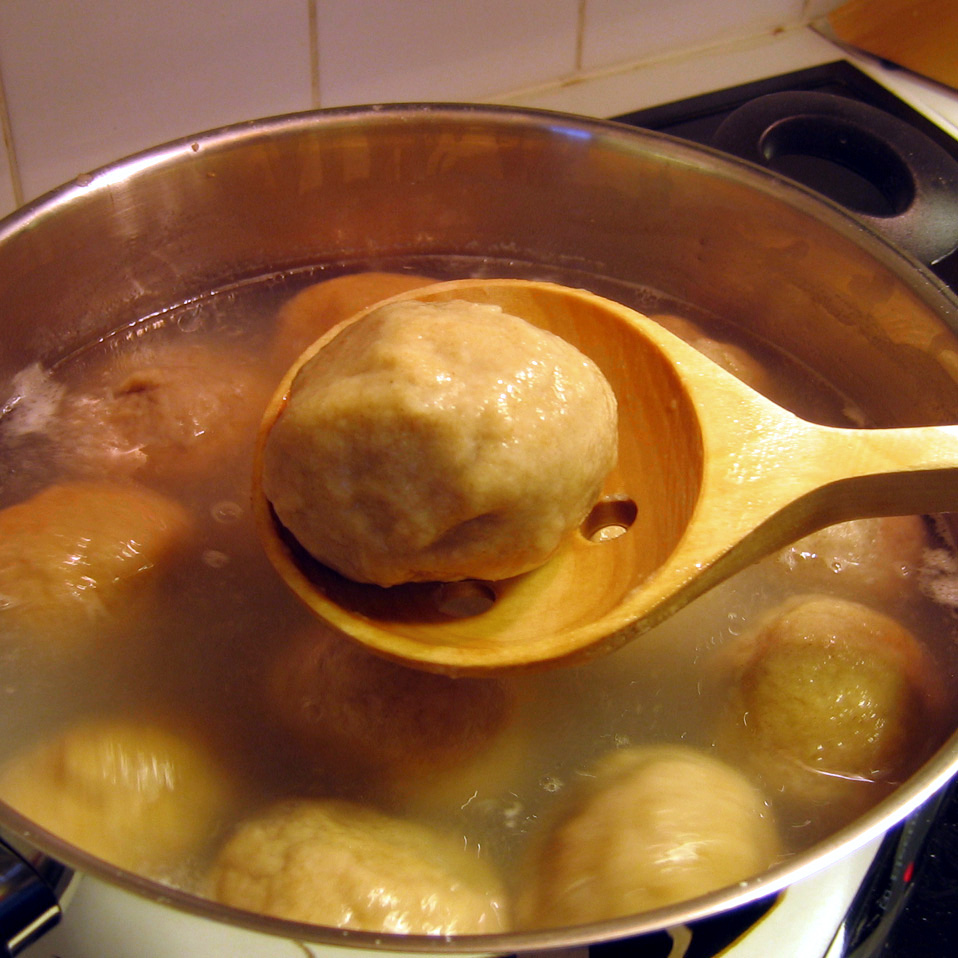
Pitepalt

## Manifestazioni
- Piteå dansar och ler
- Piteå Summer Games